# Die diebische Elster (1987)
Die diebische Elster (Burglar) ist eine US-amerikanische Filmkomödie von Hugh Wilson aus dem Jahr 1987. Die Handlung beruht auf dem Roman „The Burglar in The Closet“ von Lawrence Block aus dem Jahr 1978.

## Handlung
Bernice Rhodenbarr ist eine professionelle Diebin, die als Tarnung einen Buchladen betreibt. Sie ist mit Carl Hefler befreundet, der Hunde abrichtet.
Ein Polizist verfügt über Beweise, die Rhodenbarr belasten, und fordert von ihr 20.000 US-Dollar. Das zwingt sie zu einem weiteren Einbruch, bei dem sie eine Leiche entdeckt.
Die Kollegen des korrupten Polizisten, Todras und Nyswander, fordern, dass Rhodenbarr als Mordverdächtige der Polizei ausgeliefert wird. Diese flieht auf einem gestohlenen Polizeimotorrad. Nach einer Verfolgungsjagd durch die Straßen von San Francisco entkommt sie.
Rhodenbarr findet heraus, dass der Mörder ein Anwalt ist, der in den getöteten Mann verliebt und eifersüchtig war. Sie verabredet mit dem Mörder ein Treffen. Der Polizist nimmt das Gespräch heimlich auf. Der Anwalt flieht; Rhodenbarr, der Polizist und Hefler verfolgen ihn. Rhodenbarr überwältigt den Mann in einem Zweikampf.

## Kritiken
Roger Ebert schrieb in der Chicago Sun-Times vom 20. März 1987, Die diebische Elster habe bloß Elemente aus hunderten anderen Filmen wiederverwendet. Der Film werde der originellen und talentierten Whoopi Goldberg nicht gerecht, jeder andere habe diese Rolle spielen können.
Das Lexikon des internationalen Films schrieb, der Film sei „unterhaltsam“. Die Handlung sei „simpel gestrickt“, die Darstellung von Whoopi Goldberg sei „virtuos“.

## Hintergrund
Der Film wurde in San Francisco gedreht. Er spielte in den Kinos der USA ca. 16,3 Millionen US-Dollar ein.